# مترو بكين
إن مترو أنفاق بكين عبارة عن شبكة مترو هائلة تخدم المنطقة الحضرية وضواحي مدينة بكين. يخضع مترو أنفاق بكين لملكية مدينة بكين وتقوم على تشغيله جهتان، الأولى شركة مملوكة بالكامل للدولة وهي شركة بكين لتشغيل خطوط السكك الحديدية لنقل الركاب، والتي تتولى تشغيل 13 خطًا، والثانية هي شركة (MTR) بكين، وهي مؤسسة حكومية خاصة مشتركة مع شركة (MTR) هونغ كونغ، والتي تتولى إدارة خطين من خطوط المترو.
افتُتح أول خط بهذا المشروع في عام 1969، ويوجد بالشبكة حاليًا 15 خطًّا، و192 محطة علاوة على 372 كـم (231 ميل) من المعيارية العاملة. ويعد هذا هو أقدم مشروع مترو أنفاق أقيم في بر الصين الرئيسي. ومن بين شبكات مترو الأنفاق المقامة حول العالم، يحتل مترو أنفاق بكين قائمة بشبكات المترو وذلك بعد كل من شانغهاي ولندن وسيول، كما أنه يحتل قائمة شبكات المترو حسب عدد الركاب السنوي وذلك بعد كل من طوكيو وسيول وموسكو.
في عام 2011، قام مترو أنفاق بكين بنقل ما يربو عن 2.18 مليار راكب، بل وحقق رقمًا قياسيًّا في 28 أبريل 2012 عندما قام في ذلك اليوم بنقل 8.59 مليون راكب. أقيمت كافة خطوط مترو أنفاق بكين الخمسة عشر في العقد الماضي، باستثناء خطين فقط. وكان آخر تلك الإضافات وهو الخط 9، مترو أنفاق بكين، إلى جانب أجزاء من الخط 8، مترو أنفاق بكين والخط 15، مترو أنفاق بكين إضافة إلى خط فانغشان، مترو أنفاق بكين، والتي دخلت الخدمة الفعلية في 31 ديسمبر 2011. وعلى الرغم من تلك التوسعات المتزايدة، ليس بوسع الشبكة الحالية الوفاء باحتياجات المدينة من المواصلات العامة بل وتنادي الخطط المعنية بتلك التوسعات بزيادة عدد الخطوط إلى أكثر من 19 خطًا وزيادة السكك الحديدية إلى 708 كـم (440 ميل) على أن تكون جاهزة للعمل بحلول عام 2015. بحلول هذا الوقت سيكون هناك 404 كـم (251 ميل) من خطوط مترو الأنفاق في إطار الطريق الدائري الثالث، مما يجعل أي مواطن في مركز المدينة على بعد كيلو متر واحد من أي محطة مترو،  بينما ستصل نسبة تغطية مترو الأنفاق في إطار الطريق الدائري الرابع إلى 90%. وبحلول عام 2020 ستكون 1,050 كـم (650 ميل) من خطوط المواصلات العامة السريعة قيد التشغيل  علاوة على أن نسبة تغطية مترو الأنفاق في إطار الطريق الدائري الرابع سترتفع إلى 95%. وبحلول عام 2020، من المتوقع أن تصل كثافة شبكة النقل عبر مترو الأنفاق في إطار الطريق الدائري الرابع إلى 1.29كم/كم2 وسيكون أي مواطن على بُعد 15 دقيقة سيرًا بالأقدام من محطة مترو. ومن المقرر أن تصل شبكة المترو إلى 420 كـم (260 ميل) بحلول نهاية عام 2012.

## أسعار التذاكر
هناك تذكرة ذات سعر موحد وهو 2 RMB(¥) حيث يُسمح بالانتقال بين مختلف الخطوط دون قيود أو تكاليف زائدة فيما عدا خط المطار السريع، والذي تبلغ سعر التذكرة به 25 رنمينبي كما أن الأطفال الذي لا يتعدون 1.2 متر (47 إنش) طولاً بإمكانهم ركوب المترو مجانًا إذا كانوا بصحبة أحد البالغين ممن لديهم تذكرة.
تتمتع كل الخطوط حاليًّا بميزة تحصيل قيمة التذاكر من خلال ماكينات تحصيل آلية تقبل التذاكر الفردية وتذكرة التذكرة المدفوعة مسبقًا لمرة واحدة أو تذكرة يكاتونج، التي تعد بمثابة بطاقة ذكية (التي يُطلق عليها اختصارًا (ICC)، والتي يُمكن أن تُستخدم كبطاقة ائتمان ليتمكن مالكها من السفر بها أكثر من مرة. يمكن لمستقلي مترو الأنفاق شراء التذاكر وإضافة رصيد إلى تذكرة يكاتونج سواء لدى شباك التذاكر أو في الماكينات الآلية المنتشرة في كل المحطات. تُقبل تذكرة يوكاتونج أيضًا في كافة الحافلات في المدن والضواحي تقريبًا، ويمكن استخدامها كوسيلة دفع إلكترونية لشراء أي أغراض أخرى.
انتهت عملية استخدام التذاكر التي يتفقدها محصلون يدويًّا وذلك في 9 يونيو 2008. وقبل تطبيق فكرة التذكرة الموحدة في 7 أكتوبر 2007، كان سعر التذاكر يتراوح بين 3 و7 رنمينبي، حسب الخط وعدد التحويلات من محطة لأخرى.

## ساعات العمل
يغلق المترو أبوابه عامة بعد منتصف الليل، باستثناء الأوقات التي تشهد ازدحامًا بسبب حدث عام أو مناسبة استثنائية تتطلب مد ساعات العمل إلى وقت متأخر من الليل. وتنطلق أولى رحلات المترو من المحطات في الساعة 5 صباحًا بينما تغادر آخر القطارات أرصفتها في الساعة 11 مساءً تقريبًا.
ويبدأ خط قطار المطار السريع أولى رحلاته في الساعة 5 صباحًا تقريبًا.

## الخطوط العاملة
|                 |                                  |                                  |      |         |       |         |                                       |  |  |
| Line 1          | بينكيويان (شيجينشان)             | سِهيشي الشرقية (كايويانج)         | 1971 | 1999    | 30.4  | 23 (2)  | 2, 4, 5, 10, باتونج                   |  |  |
| Line 2          | محطتان يمر من بينهما خط آخر      | محطتان يمر من بينهما خط آخر      | 1971 | 1987    | 23.1  | 18      | 1, 4, 5, 13, المطار                   |  |  |
| Line 2          | إكزيهيمن (إكشيانج)               | محطة سكك حديد بكين (دونجشينج)    | 1971 | 1987    | 23.1  | 18      | 1, 4, 5, 13, المطار                   |  |  |
| Line 4 [a]      | أنهيكياو الشمالية (هايديان)      | جونجياكسياكو (فينغتاي)           | 2009 | 2010[a] | 28.2  | 24 (1)  | 1, 2, 10, 13, داكسينج[a]              |  |  |
| Line 5          | تيانتونجوان الشمالية (تشانجبينج) | شونغيازهوانج (فينغتاي)           | 2007 | —       | 27.6  | 23 (7)  | 1، 2, 10, 13، ييزهوانج                |  |  |
| Line 8          | بيتوشينج (تشاويانج)              | هيلونغوانج دونشاي (تشانج بينج)   | 2008 | 2011    | 15.2  | 10      | 10, 13                                |  |  |
| Line 9          | غوغونغزهوان (فنغتاي)             | محطة سكة حديد غرب بكين (إجزاناو) | 2011 | —       | 10.8  | 9       | فانغشان                               |  |  |
| Line 10         | باغو (هايديان)                   | جينشونج (تشاويانج)               | 2008 | —       | 24.7  | 22      | 1، 4، 5، 8، 13، المطار                |  |  |
| Line 13         | ايكزيهيمن (تشيشينج)              | دونغيتشمن (دونجتشنج)             | 2002 | 2003    | 40.9  | 16 (15) | 2، 4، 5, 8، 10، 15، تشانجبينج، المطار |  |  |
| Line 15         | غرب وانغجينغ (تشاويانج)          | فينغبو (شوناي)                   | 2010 | 2011    | 30.2  | 13 (4)  | 13                                    |  |  |
| Batong Line     | سِهيشي (تشاويانغ)                 | توكياو (تونغتشو)                 | 2003 | —       | 18.9  | 13 (13) | 1                                     |  |  |
| Changping Line  | تشيرتشي (هايديان)                | نانشاو (تشانجنبينج)              | 2010 | —       | 21.24 | 7 (6)   | 13                                    |  |  |
| Daxing Line [a] | كومإيشي (فنغتاي)                 | تيانغونغوان (داشينغ)             | 2010 | —       | 21.7  | 11 (1)  | 4[a]،فانغشان[b]                       |  |  |
| Fangshan Line   | شوشهوانغ (فانغشان)               | غوغونغتساونغ (فنغتاي)            | 2010 | 2011    | 24.79 | 11 (9)  | 9، مترو أنفاق بكين[b]                 |  |  |
| Yizhuang Line   | شونغشوانغ (فنغتاي)               | محطة سكك حديد يوتشوانغ (تونغتشو) | 2010 | —       | 23.3  | 14 (8)  | 5                                     |  |  |
| Airport Express | دونغيتشمن (دونجتشنج)             | الرصيف 2 (تشاويانج)              | 2008 | —       | 28.1  | 4 (1)   | 2, 10, 13                             |  |  |
| Airport Express | دونغيتشمن (دونجتشنج)             | الرصيف 3 (تشوناي)                | 2008 | —       | 28.1  | 4 (1)   | 2, 10, 13                             |  |  |
|                 |                                  |                                  |      |         |       |         |                                       |  |  |

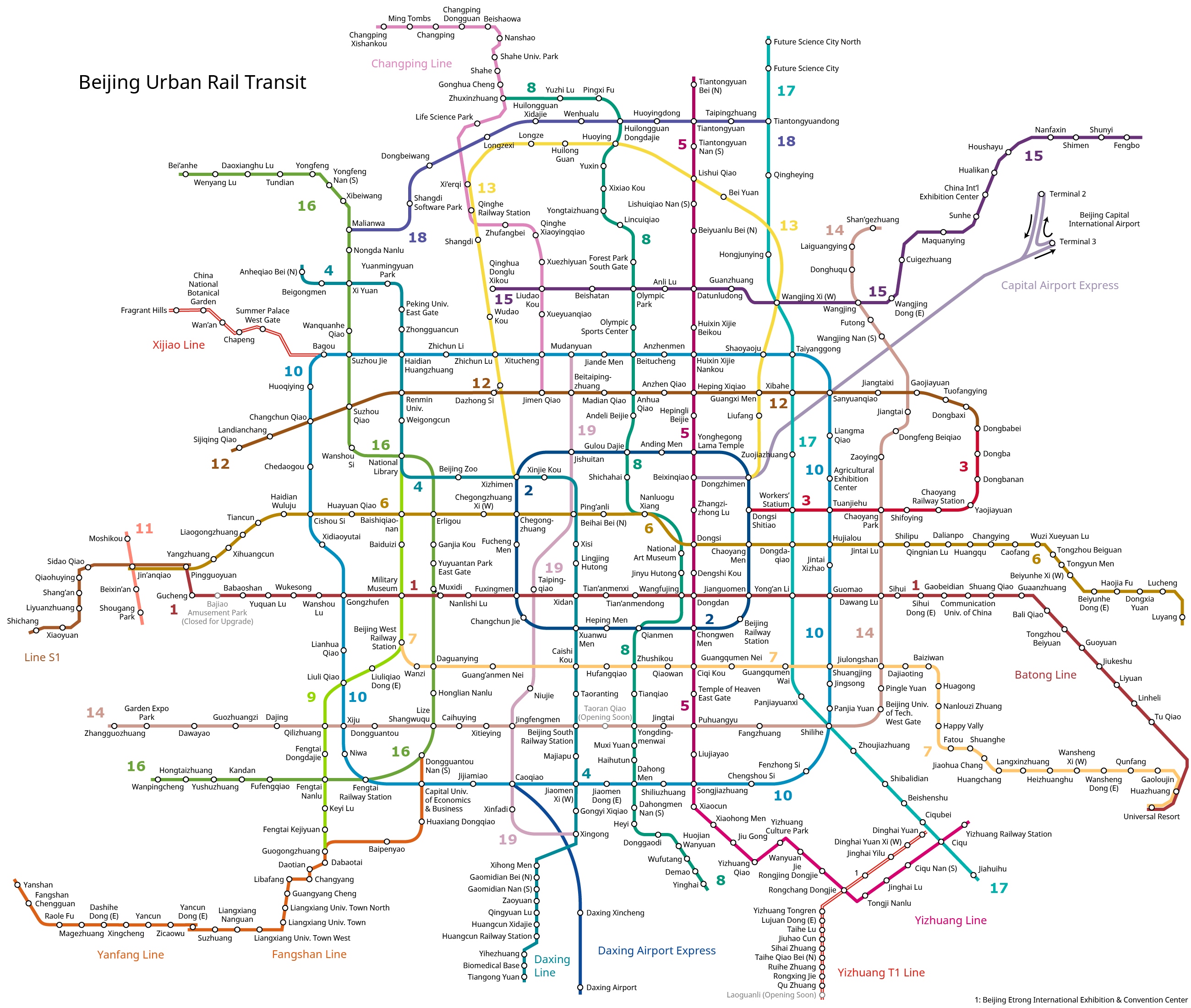
خريطة خطوط مترو أنفاق بكين العاملة. هذه الخريطة ليست مرسومة وفق مقاييس جغرافية محددة.

تتبع خطوط مترو الأنفاق في بكين عامةً تخطيط مربعات المدينة. وتسير معظم الخطوط بحيث تكون متوازية أو متعامدة على بعضها وتتقاطع في زوايا قائمة.
تخدم هذه الخطوط مراكز المدن:
- الخط 1، خط مستقيم يتجه من الشرق إلى الغرب تحت شارع تشانغن، الذي يقطع المدينة عبر ميدان تيانانمن. يربط الخط 1 المراكز التجارية الرئيسية، شيدان ووانغ فوجينغ ودونغدان وحي الأعمال المركزي في بكين.
- الخط 2، خط دائري مستطيل، يسير مع عهد منج وسور المدينة التي كانت تحيط بالمدينة يومًا ما، ويتوقف عند البوابة 11 من البوابات السابقة للسور (تنتهي في مين)، والتي تشغلها الآن تقاطعات مزدحمة، إضافة إلى محطة سكة حديد بكين.[15]
- الخط 4 هو في الأساس خط يتجه من الشمال إلى الجنوب في الناحية الغربية من مركز المدينة ويتوقف المترو في محطات سمر بالاس وأولد سمر بالاس وبكين وجامعات رينمين ومتنزه زونجوانكون التكنولوجي والمكتبة الوطنية وحديقة حيوان بكين وشيدان ومحطة سكة حديد بكين الجنوبية
- الخط 5 خط مستقيم يمتد من الشمال إلى الجنوب في شرق مركز المدينة. يمر الخط على معبد الأرض Temple of Earth، ومعبد لاما Lama Temple ومعبد الجنة Temple of Heaven
- الخط 8 ويمتد بين الشمال والجنوب في شمال مركز المدينة مباشرة من هيولونغوان عبر الحديقة الأولمبية وصولاً إلى بيوتوتشينغ.
- الخط 9 ويمتد بين الشمال والجنوب في جنوب غربي مركز المدينة من محطة سكة حديد غرب بكين.
- الخط 10 يشبه مسار هذا الخط حرف L مقلوبًا ويسير إلى شمال وشرق الخط 2، متجهًا من الشرق إلى الغرب، متتبعًا طريق عهد أسرة يوان، وسور المدينة في الشمال ويمر بعد ذلك جنوب الحديقة الأولمبية منعطفًا إلى الجنوب عند سيانوانكياو الواقعة شمالي شرق المدينة، ويتتبع الطريق الدائري الثالث الشرقي من خلال مقاطعة السفارة وحي الأعمال المركزي في بكين.

الخطوط المتجهة إلى الضواحي النائية:
- الخط 13 ويسير الخط في مسار منحنٍ بين ضواحي شمال المدينة ومحطات تبديل الخطوط إلى اكزيهيمن ودونجيتشيمن الواقعتين في الناحيتين الشمالية الغربية والشمالية الشرقية للخط 2.
- الخط 15 يتفرع من الخط 13 في وانغينج الغربية ويسير في اتجاه الشمال الشرقي وصولاً إلى مقاطعة شوني في الضواحي.
- خط باتونج يعد امتداد للخط 1 في الاتجاه الشرقي ويبدأ من سهيشي إلى ضواحي مقاطعة كونجشهو.
- خط تشانجبين يتفرع من الخط 13 في تشيرتشي ويتجه شمالاً وصولاً إلى مقاطعة تشانجبين في الضواحي.
- خط داشينغ هو امتداد للخط 4 ويتجه جنوبًا إلى مقاطعة داشينغ في الضواحي.
- خط فَنغشان هو امتداد للخط 9 وهو يسير جنوبًا من كواكونتشن وصولاً إلى مقاطعة فنغشان التي تقع في الضواحي الجنوبي الغربية.
- خط ييوتشوانج هو امتداد للخط 5 وهو يسير جنوب تسومتشان وصولاً إلى منطقة إيدجوان للتطوير الاقتصادي والتكنولوجي (Yizhuang Economic & Technological Development Zone) التي تقع في الضواحي الجنوبية الشرقية.
- خط المطار السريع يربط هذا الخط بين مطار بكين العاصمة الدولي، الذي يقع على بُعد 27 كم شمالي شرق المدينة بالخط 10 في سانيانتشاو والخط 2 و13 في دونجيتشيمن.

## سكة حديد ضواحي بكين
تعدسكك حديد ضواحي بكين شبكة سكك حديدية لنقل الركاب وتتكامل مع مترو الأنفاق وتوفر خدمة تبديل القطارات في مقاطعات الضواحي والأقاليم النائية. وقد تم التخطيط لإنشاء ستة خطوط تُرقم بالحرف إس "S". وتُدير سكة حديد ضواحي بكين إدارة منفصلة عن إدارة مترو الأنفاق كما أن لها نظام تسعير مختلف للتذاكر. الخط إس 2، أفتتح هذا الخط في السادس من أغسطس 2008، ويتحرك القطار من محطة سكك حديد بكين الشمالية إلى إقليم يانجتشين ويوفر هذا وصولاً مباشرًا إلى المناطق الحضرية بالسكك الحديدية إلى سور الصين العظيم فيبادالينغ. وتقع محطة بكين الشمالية بالقرب من محطة مترو أنفاق تشيتشمين (مترو الأنفاق الخط 2 و4 و13). خط إس 1 سوف ينقل هذا الخط ركابه من مقاطعة مينتونكو والتي تقع غرب المدينة إلى بينجكويان وأولو، المحطة الأخيرة الغربية للالخط 1 والخط 6.

## معلومات تاريخية

مخطط يبين مراحل تطوير مترو أنفاق بكين من عام 1971 إلى 2011

### 1953–1965: النشأة
تم عرض مشروع إنشاء مترو أنفاق بكين في سبتمبر 1953 من قبل لجنة تخطيط المدينة وخبراء من الاتحاد السوفيتي. بعد أن وضعت الحرب الكورية أوزارها، صب القادة الصينيون اهتمامهم على إعادة بناء الدولة. وكانوا حريصين على توسيع شبكات نقل الركاب داخل بكين لكنهم أيضًا كانوا يدركون أن مترو الأنفاق يعد أحد أصول الدفاع المدني. وقد بحثوا كيفية استخدام مترو أنفاق موسكو لحماية المدنين ونقل الجنود والقادة العسكريين إلى مقارهم أثناء معركة موسكو وخططوا لإنشاء مترو أنفاق بكين واستغلاله مدنيًّا وعسكريًّا.
وكان الصينيون يفتقدون إلى خبرات إنشاء مترو الأنفاق واعتمدوا كثيرًا على المساعدة الفنية التي قدمها السوفييت والألمان الشرقيون. وفي عام 1954، دُعي وفد من المهندسين السوفييت لتخطيط إنشاء مترو أنفاق في بكين، ومن بينهم من شارك في إنشاء مترو موسكو. ومن عام 1953 إلى 1960، أُرسل ألالاف من الدارسين الصينيين إلى الاتحاد السوفيتي لدراسة عمليات إنشاء مترو الأنفاق. وتم الكشف عن مخطط سابق في 1957 كان فحواه إنشاء مسار دائري واحد لمترو الأنفاق إضافة إلى ست خطوط أخرى ليكون إجمالي عدد المحطات 114 محطة و172 كـم (107 ميل) من السكك الحديدية. وحُدد مساران تنافسا على أولوية الإنشاء. أحدهما يتجه من الشرق للغرب من أوكوسونغ إلى هونجمياو تحت طريق تشانغان. بينما يتجه الآخر من الشمال إلى الجنوب من سَمر بالاس إلى متنزه زونغشان، عبر تشيتشمين وشيْسيه. واختير المسار الأول بسبب توافر أساس جيولوجي أفضل وعدد أكبر من المقرات الحكومية التي سيخدمها هذا المسار. ولم يتم البدء في إنشاء المسار الثاني حتى شُرع في إنشاء الخط 4 بعد مرور أربعين عامًا.
وأدى تدهور العلاقات بين الصين والاتحاد السوفيتي إلى تعطيل خطط إنشاء مترو الأنفاق. وبدأ الخبراء السوفييت في الرحيل عام 1960 وبحلول عام 1963 كانوا قد رحلوا جميعًا من الصين. وفي عام 1961، أُوقف المشروع بالكامل مؤقتًا بسبب بلاء كبير أصاب البلاد بسبب القفزة الكبرى إلى الأمام. وفي النهاية، تم استئناف أعمال التخطيط للمشروع. وتم تغيير مسار الخط الأول غربًا لحفر مسلك تحت الأرض لنقل العاملين بالمشروع من قلب العاصمة إلى التلال الغربية. وفي الرابع من فبراير 1965، وافق الرئيس ماو زيدونج شخصيًا على المشروع.

### 1965-1981: البداية المتمهلة

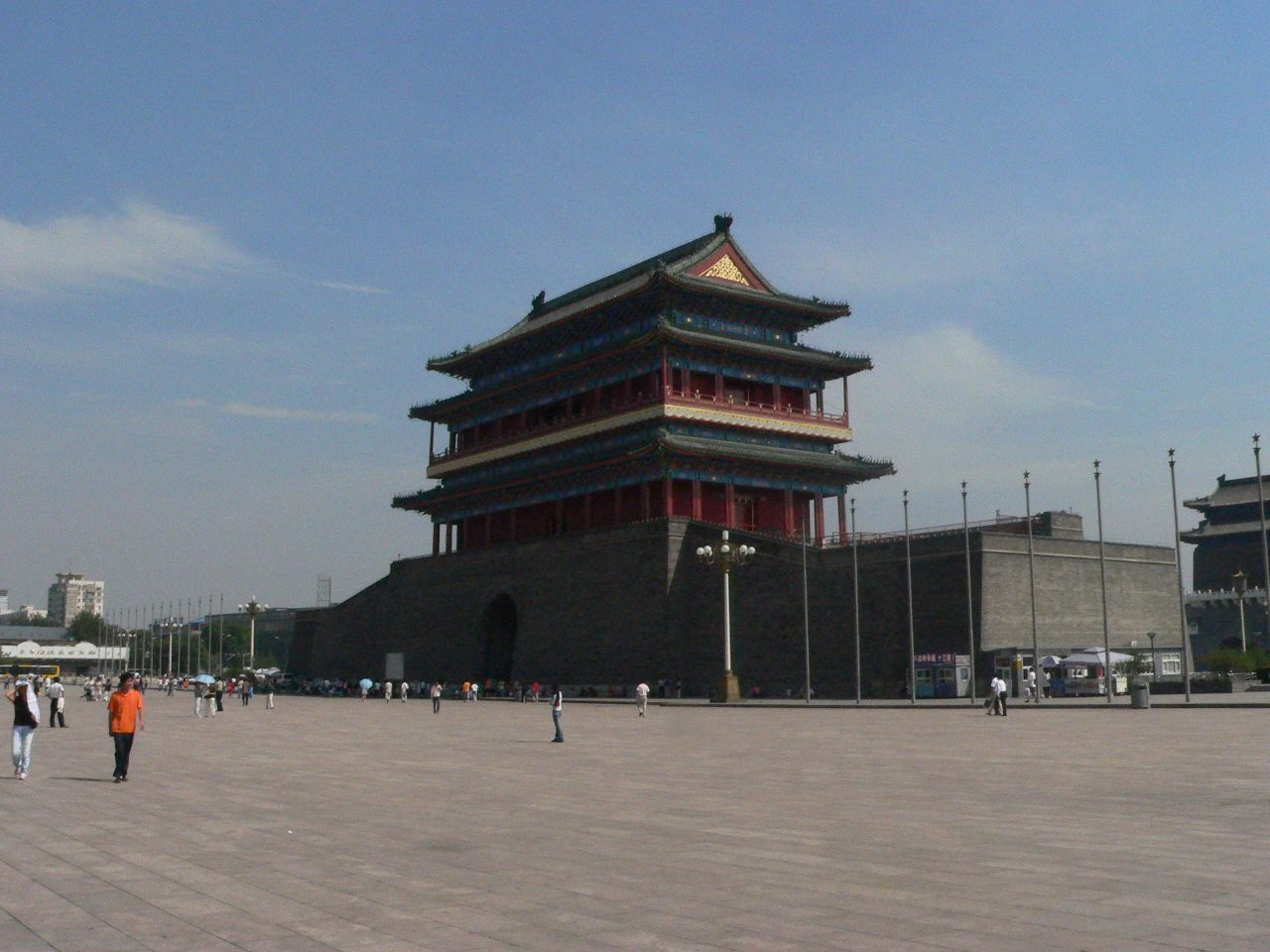
تهدمت جدران مدينة بكين في عديد من المناطق وذلك أثناء إنشاء مترو الأنفاق. وأُجري تعديل بسيط على مسار الخط الأول لمترو الأنفاق لإنقاذ بوابة تشينمن (بالأعلى) وبرج الرماية الملحق بها (الذي يظهر في أقصى اليمين).

بدأت الإنشاءات في الأول من يوليو 1965 في احتفالية حضرها قادة البلاد ومن ضمنهم تشو ديه ودينج تشاوبين والعمدة بنج تشجين. وكانت أكثر نتيجة مثيرة للجدل لخط مترو الأنفاق الأولي هي تهدم سور المدينة الداخلي التاريخي لحفر مسار مترو الأنفاق. وكانت مخططات بناء مترو الأنفاق من فوشيمن إلى محطة سكة حديد بكين تطالب بهدم السور والبوابات وأبراج الرماية في خيبشيمن وتشينمن وتشونويمن. وعارض هذه الفكرة المهندس المعماري الرائد ليانج سيشانج (Liang Sicheng) ودعا لحماية السور كعلامة مميزة للعاصمة القديمة. وفضل الرئيس مياو هدم السور على هدم المنازل. في النهاية، تمكن تشو إينلاي (Zhou Enlai) من الحفاظ على عديد من الأسوار والبوابات مثل بوابة تشينمن وبرج الرماية الملحق بها عن طريق تعديل مسار مترو الأنفاق قليلاً.
استُكمل الخط الأولي في الوقت المحدد الموافق لـ ذكرى تأسيس الجمهورية الشعبية في الأول من أكتوبر 1969. وسار مسافة 21 كم من ثكنات الجيش في فوشولنج إلى محطة سكة حديد بكين وكان الخط يتضمن 16 محطة. ويشكل هذا الخط أجزاء من الخطين الأول والثاني الحاليين. وكان أول خط مترو أنفاق يُبنى في الصين ويسبق تاريخ إنشائه تاريخ إنشاء خطوط المترو التابعة لـ هونغ كونغ، وسيول وسنغافورة وسان فرانسيسكو والعاصمة واشنطن، لكن إنشاءه واجه مشكلات فنية أجلت المشروع لعقد كامل.
وفي 11 نوفمبر 1969، تسبب حريق ناجم عن ماس كهربائي في وفاة ثلاثة مواطنين، وإصابة ما يزيد عن 100 آخرين وتدمير سيارتين. ومع ذلك وضع رئيس الوزراء تشو إينلاي مترو الأنفاق تحت إدارة جيش التحرير الشعبي في عام 1970، ولكن مشاكل المصداقية لم تنتهِ. وفي 15 يناير 1971، بدأت تجارب تشغيل الخط الأول بين محطة السكك الحديدية ببكين ومحطة غونجوفون. وحدد سعر التذكرة الموحد للفرد بـ 0.10 رنمينبي حيث يُسمح فقط لعامة الناس الذين يحملون بطاقات معتمدة من أعمالهم بالدخول لمحطة مترو الأنفاق. وصل عدد ركاب المترو إلى 8.28 مليون راكب في عام 1971 رغم أنه ما زال تحت التشغيل التجريبي طوال فترة الثورة الثقافية. وفي الفترة من عام 1971 وحتى عام 1975 تم إغلاق المترو لمدة 398 يومًا متفرقة لأسباب سياسية. وعلى الرغم من عودة الإدارة المدنية في عام 1975، إلا أن مترو الأنفاق ظل عرضة للإغلاق بسبب الحرائق والفيضانات والحوادث.

### 1981–2000: خطان في عقدين من الزمن
في 15 سبتمبر 1981، وبعد عقد من التشغيل التجريبي، تم افتتاح الخط المبدئي للاستخدام العام بشكل كامل. وكان يوجد به 19 محطة ويمتد لمسافة 27.6 كـم (17.1 ميل) من فيوشولينج في التلال الغربية إلى محطة السكك الحديدية ببكين. وبلغ إجمالي استثمارات المشروع 706 مليون رنمينبي ووُضع مترو الأنفاق تحت إدارة شركة مترو أنفاق بكين، ثم إحدى الشركات التابعة لشركة النقل العام ببكين. وفي عام 1982، بلغ عدد الركاب السنوي 72.5 مليون راكبًا.

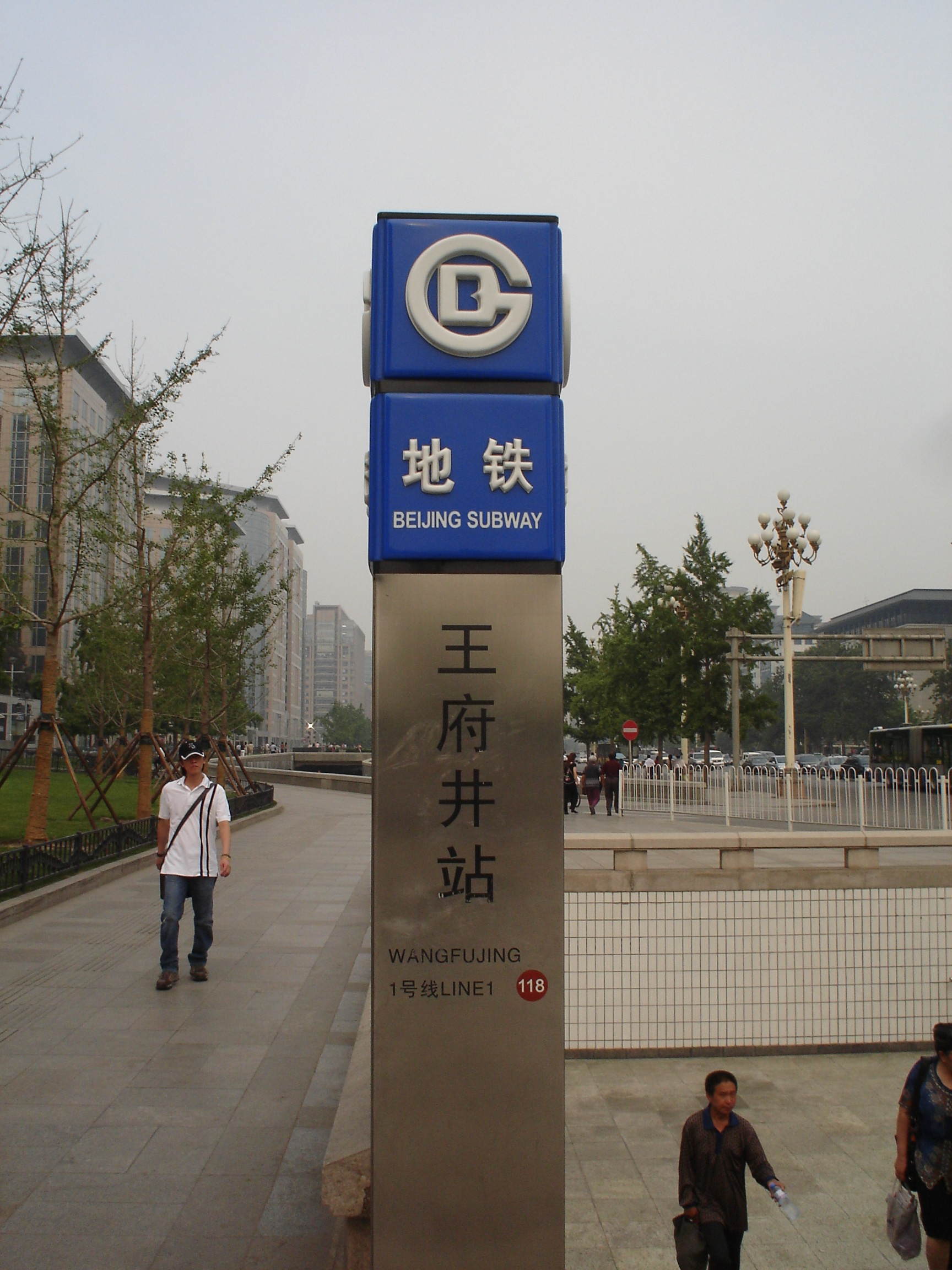
ويقع مدخل محطة وانغ فوجينغ على الخط 1. حيث افتُتحت محطة وانغ فوجينغ عام 1999 كمرحلة من خط 1 الممتد شرقًا من فوشيمن.

وفي 20 سبتمبر 1984، تم افتتاح خط ثانٍ للجمهور. وتم إنشاء هذا الخط على شكل حدوة حصان حيث يربط بين النصف الشرقي للخط الأول والنصف الجنوبي للخط الثاني في الوقت الحاضر. ويمتد 16.1 كـم (10.0 ميل) من فوشيمن إلى جيانغومن ويضم 16 محطة. وبلغ عدد الركاب 105 ملايين راكب في عام 1985. وفي 28 ديسمبر 1987 أُعيد تقسيم الخطين الموجودين للعمل كخط 1 والذي يمتد من بينغويون إلى فوشيمن والخط 2، في مساره الحالي، الذي يتبع سور مدينةمنج. وتضاعف سعر تذكرة الاتجاه الواحد إلى 0.20 رنمينبي و0.30 رنمينبي للركاب الذين يتنقلون من خط لآخر. وقد بلغ أيضًا عدد الركاب 307 ملايين راكب في عام 1988. وأغلق المترو يومي 3-4 يونيو 1989 أثناء قمع مظاهرات ساحة تيانانمن. ولأول مرة في عام 1990، نقل المترو ما يزيد عن مليون راكب يوميًا، حيث بلغ إجمالي الركاب 381 مليون راكب. وبعد الارتفاع الهائل لسعر التذكرة إلى 0.50 رنمينبي في عام 1991، انخفض عدد الركاب السنوي إلى حدٍ ما حيث بلغ 371 مليون راكب.
وفي 26 يناير 1991، بدأ التخطيط في مد الخط 1 شرقًا تحت طريق تشانغان بدءًا من فوشيمن. وتم تمويل المشروع بقرض منخفض الفائدة يبلغ 19.2 مليار ين قرض المساعدة الإنمائية مقدم من اليابان. وبدأت الإنشاءات في الامتداد الشرقي في 24 يونيو 1992 ومحطة اكسيدان التي افتتحت في 12 ديسمبر 1992. وتم استكمال باقي الامتداد إلى شرق سِهيشي في 28 سبتمبر 1999. وتكاتفت القيادات الوطنية مثل وين جياباو (Wen Jiabao) وجيا تشينغ لين (Jia Qinglin) ويو تشنغ شنغ (Yu Zhengsheng) والعمدة ليو كي (Liu Qi) للاحتفال بهذه المناسبة. وتم تشغيل الخط الأول كاملاً في 28 يونيو 2000.
وعلى الرغم من التوسع الطفيف في مسار الخط في أوائل التسعينيات من القرن العشرين، إلا أن عدد الركاب تزايد بسرعة ليصل إلى أعلى مستوياته على الإطلاق ليبلغ 558 مليون راكب في عام 1995، ولكنه انخفض إلى 444 مليون راكب في العام التالي عندما ارتفع سعر التذكرة من 0.50 رنمينبي إلى 2.00 رنمينبي. وبعد ارتفاع سعر التذكرة ثانية إلى 3.00 رنمينبي في عام 2000 انخفض عدد الركاب السنوي إلى 434 راكبًا بعد أن بلغ 481 راكبًا في عام 1999.

### 2001 إلى الوقت الحالي: التوسع السريع
في صيف 2001، رسى على المدينة عرض استضافة الألعاب الأولمبية الصيفية 2008 مما أدى بتعجيل خطط توسعة مترو الأنفاق. وللفترة بين عامي 2002 و2008، خططت المدينة لاستثمار 63.8 مليار رنمينبي (7.69 مليار دولار أمريكي) في مشاريع مترو الأنفاق. وبدأ العمل بالفعل في الخط 5 في 25 سبتمبر 2000. ثم بدأ تطهير الأراضي المخصصة للخطوط 4 و10 في نوفمبر 2003 وبدأت الإنشاءات الفعلية في نهاية العام. ومُولت معظم عمليات إنشاء مشاريع مترو الأنفاق الجديدة عن طريق قروض من البنوك الأربعة الكبار المحلية. في حين مول الخط 4 من خلال التعاون بين شركة بكين لتشغيل خطوط السكك الحديدية ونقل الركاب وهي مؤسسة مشتركة مع شركة (MTR) هونغ كونغ. ولإنجاز الخطط الهادفة إلى إنشاء 19 خطًا و 561 كـم (349 ميل) من السكك الحديدية بحلول عام 2015، فقد خططت المدينة لاستثمارات بمبلغ 200 مليار رنمينبي (29.2 مليار دولار).
كانت التوسعات الإنشائية التالية في مترو الأنفاق هي الخطوط السطحية لنقل الركاب التي ربطت بين شمال وشرق المدينة. الخط 13، وهو يتخذ شكلًا نصف دائري يربط الضواحي الشمالية ببعضها، وتم افتتاحه بداية للعمل في النصف الغربي من هيولونجّوان إلى إكزيهيمن في 28 سبتمبر 2002 وتم تشغيل الخط بالكامل في 28 يناير 2003. خط باتونغ، والذي أنشئ كتوسعة للخط 1، وهو يمتد إلى كونجشهو، وافتتح كخط منفصل في 27 ديسمبر 2003. وبدأ العمل في هذين الخطين في ديسمبر عام 1999 وعام 2000 على الترتيب. حيث بلغ عدد الركاب 607 ملايين راكب عام 2004.
وكذلك بدأ تشغيل الخط 5 في 7 أكتوبر 2007. حيث كان أول خط يربط بين شمال وجنوب المدينة، وامتد من سونغياشوانغ في الجنوب إلى تيانتونغيان في الشمال. وفي نفس اليوم انخفضت أسعار التذاكر من بين 3 و7 رنمينبي للرحلة الواحدة، وهذا وفقًا للخط وعدد الانتقالات عليه، وحتى سعر التذكرة الفردية المخفضة إلى 2 رنمينبي مع انتقالات غير محدودة. وقد تسببت سياسة تخفيض أسعار التذاكر في تكبد ميزانية مترو أنفاق بكين عجزًا قدره 600 مليون رنمينبي في عام 2007، وكان من المتوقع أن يرتفع العجز إلى مليار رنمينبي بحلول عام 2008. غطت حكومة بلدية بكين هذا العجز لتشجيع استخدام وسائل النقل الجماعي، والحد من الاختناقات المرورية وتلوث الهواء. وفي عام 2007 بلغ إجمالي عدد ركاب المترو 655 مليون راكبًا، ليبلغ متوسط الدعم الحكومي 0.92 رنمينبي لكل راكب.
في صيف عام 2008، وفي إطار الاستعدادات لدورة الألعاب الأولمبية الصيفية، تم افتتاح ثلاثة خطوط جديدة - الخط 10، وخط فرع الأولمبياد وخط المطار السريع - والتي افتتحت في 19 يوليو في إطار التشغيل التجريبي. وقد أوقف التعامل بالتذاكر الورقية، والتي دأب المحصلون على تفتيشها يدويًّا لمدة 38 عامًا، واستبدلت بتذاكر إليكترونية تمر من خلال ماكينات تحصيل أوتوماتيكية عند الدخول والخروج من محطة مترو الأنفاق. وتم تركيب ماكينات بيع تذاكر مزودة بشاشة تعمل باللمس والتي تبيع تذاكر ياكتونج للرحلات الفردية والمتعددة. وسجل مترو الأنفاق رقمًا قياسيًا يوميًا في 22 أغسطس 2008 حيث نقل 4.92 مليون راكب، وهو اليوم الذي شهد الحفل الختامي في عام 2008 الذي شهد ارتفاع إجمالي عدد الركاب السنوي بنسبة 75% ليصل إلى 1.2 مليار راكب.
وبعد إعلان الحكومة الصينية عن باقة اقتصادية تحفيزية بمبلغ 4 ترليون رنمينبي في نوفمبر 2008، فقد عجلت لجنة التخطيط العمراني ببكين من خطط إنشاء مترو الأنفاق، خاصةً خطوط السكك الحديدية السطحية الخفيفة في المقاطعات التي تقع في الضواحي وذلك لانخفاض تكاليف إنشائها. وفي ديسمبر 2008، عجلت اللجنة من تواريخ انتهاء العمل في خطوط ييوتشوانج وداشينغ إلى عام 2010 بدلاً من عام 2012، وأنهت العمل في مسار خط فَنغشان، وكشفت النقاب عن خطي تشانجبينج والضاحية الغربية.
ودخل الخط 4 حيز التشغيل في 28 سبتمبر 2009، جالبًا معه خدمة مترو الأنفاق إلى معظم مقاطعات بكين الغربية. ويُدار المترو من قبل شركة (MTR) هونغ كونغ من خلال شركة مشتركة مع مدينة بكين. وفي عام 2009، نقل مترو الأنفاق 1.457 مليار راكب،  والتي تمثل نسبة 19.24% من الرحلات الجماعية لنقل الركاب في بكين.
في 30 ديسمبر 2010، تم تشغيل الخط 15 وتشانجبينغ وفَنغشان وييوتشوانج وداشينغ وجميع هذه الخطوط تمتد إلى الضواحي. وقد أدت إضافة 108 كـم (67 ميل) من السكك الحديدية، وهي زيادة تُقدر بحوالي 50%، إلى صعود مترو أنفاق بكين كـ رابع أطول شبكة مترو أنفاق على مستوى العالم، خلف مترو أنفاق مدينة نيويورك مباشرةً. وبعد عام واحد، في 31 ديسمبر 2011، تجاوزت شبكة مترو أنفاق بكين شبكة مترو أنفاق مدينة نيويورك في الإيرادات بحسب طول المسار بعد انتهاء العمليات التي فيها مد الخط 8 شمالاً من الحديقة الأولمبية إلى هيولونغوان، وافتتاح الخط 9 في جنوب غرب بكين والذي يمتد من محطة السكك الحديدية غرب بكين إلى غوغونغتساونغ، علاوة على مد الخط 15 إلى وسط شوناي.

## الخطوط تحت الإنشاء والتخطيط

### خطوط تحت الإنشاء
بالإضافة إلى الخمسة عشر خطًا الجاري تنفيذها، فهناك على الأقل ثمانية خطوط تحت الإنشاء في الوقت الحالي بجانب العمل في الخطوط العديدة المقرر أن تبدأ في العمل في عام 2012.

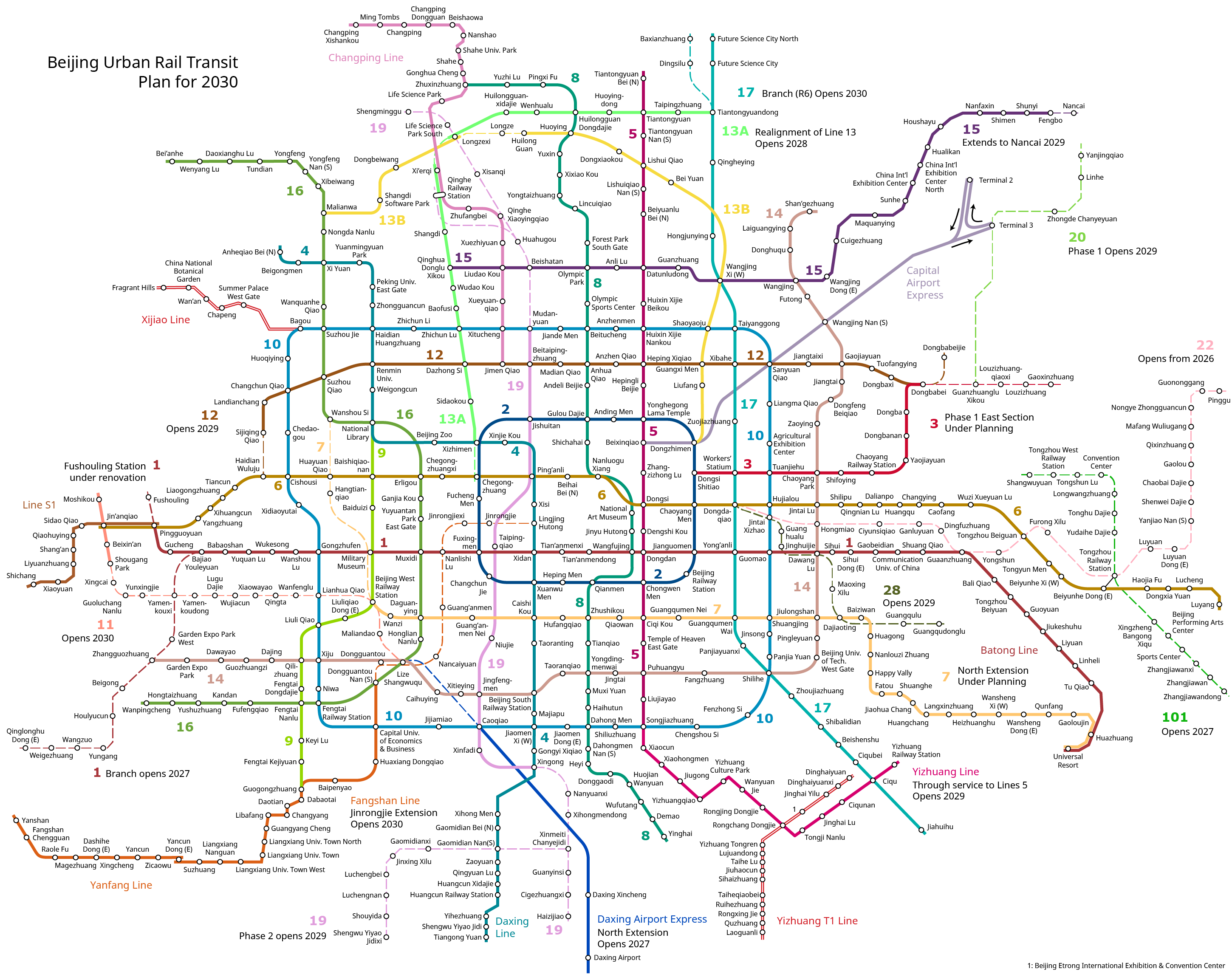
خريطة توضح خطوط مترو أنفاق بكين الجاري تنفيذها (الخطوط غير المتقطعة) والخطوط المتوقع الانتهاء منها قبل حلول عام 2015 (الخطوط المتقطعة) هذه الخريطة ليست مرسومة وفق مقاييس جغرافية محددة.

ستؤدي الخطوط الجديدة إلى توسع شبكة مترو الأنفاق في أنحاء عديدة، وخاصة في جنوب وغرب المدينة. سيطوَّق الخط 1 من أحد جانبيه الخط 6 والخط 7. عند اكتمال الخط 10 تمامًا، سيطوق الخط 2 الدائري على هيئة حلقة ثانية. سيؤدي الخط 8 إلى امتداد خط فرع الأولمبياد شمالاً إلى الخط 13 وجنوبًا حتى الخط 2. وسيسير كل من الخط 9 والخط 16 متوازيين في نفس الاتجاه وإلى الجانب الغربي من الخط 4. سيتجه الخط 14 ناحية الشمال الشرقي قادمًا من الجنوب الغربي. سيربط الضواحي الغربية وسيربط خط يانفانغ المقاطعات النائية بمترو أنفاق بكين.
| الافتتاح المجدول | الخط            | المرحلة والقسم                                            | المحطات الفرعية (المقاطعة)                                                       | وصف المسار | بدء الإنشاء منذ | الطول (كم) | المحطات |
| ---------------- | --------------- | --------------------------------------------------------- | -------------------------------------------------------------------------------- | --- | --------------- | ---------- | ------- |
| 28 ديسمبر 2012   | الخط 6          | المرحلة الأولى                                            | هايديان وولوغو (هايديان) -تشاوفانغ (تونغتشو)                                     | الخط الشرقي الغربي شمال الخط 1 | أبريل 2008      | 31         | 21      |
| 28 ديسمبر 2012   | الخط 8          | المرحلة الثانية شمالاً، القسم الثاني المرحلة الثانية جنوبًا | شوكسينزونغ - شرق هيولونغوان (تشانغبين) بيتشينغ (تشاويانغ) – متحف الفن (دونجتشنغ) | تمتد شمالًا أيضًا حتى خط تشانغبين وجنوبًا حتى برج درام ومتحف الفن الوطني الصيني داخل الخط 2                                                         | ديسمبر 2007     | 5.9 6.8    | 3 6     |
| 28 ديسمبر 2012   | الخط 9          | القسم الشمالي                                             | المكتبة الوطنية (هايديان) - محطة سكك حديد غرب بكين                               | يمتد شمالًا حتى الخط 4 | أبريل 2007      | 5.7        | 4       |
| 28 ديسمبر 2012   | الخط 10         | المرحلة الثانية                                           | محطة جينشونج (تشاويانغ) - محطة باجو (هايديان)                                    | المسار المشكل على هيئة حرف "L" الذي يكمل دورة الخط 10 إلى الجنوب والغرب                                                                          | أبريل 2007      | 32.5       | 24      |
| 2013             | الخط 14         | المرحلة الأولى                                            | تشانجو تشوانغ (فنغتاي) - تشغو                                                    | الخط المصصم على هيئة حرف "J"، من الجزء الجنوبي الغربي من المدينة إلى الجزء الجنوبي الشرقي، من خلال محطة غرب بكين ثم التحول شمالاً إلى غوانجكو لو. | أبريل 2010      | 47.7       | 7       |
| 2014             | المرحلة الثانية | تشغو - شانغ تشوانغ (تشاويانغ)                             | 30                                                                               | الخط المصصم على هيئة حرف "J"، من الجزء الجنوبي الغربي من المدينة إلى الجزء الجنوبي الشرقي، من خلال محطة غرب بكين ثم التحول شمالاً إلى غوانجكو لو. | أبريل 2010      | 47.7       |         |
| 2014             | الخط 7          |                                                           | محطة سكك حديد غرب بكين - جياوتشانغ هو (تونغتشو)                                  | الخط الممتد من الشرق للغرب جنوب الخط 1 | يناير 2010      | 23.9       | 21      |
| 2014             | الخط 15         | المرحلة الأولى القسم الثالث                               | بايشاتان - غرب وانغ جينغ                                                         | تشاويانغ قسم من الخط 15 (القسم الغربي) | أبريل 2009      | 7          | 5       |

### خطوط قيد الإنشاء
تم تحديد الخطوط التالية في خطط توسعة مترو أنفاق بكين وهي الآن قيد الإنشاء. ومن المتوقع إتمام كافة الخطوط الموضحة في الجدول بحلول عام 2015، بإستثناء الخط 16.
| الخط                         | المحطات الفرعية (المقاطعة)                               | وصف المسار | التخطيط الحالة                                                             | الطول (كم) | المحطات |
| ---------------------------- | -------------------------------------------------------- | --- | -------------------------------------------------------------------------- | ---------- | ------- |
| الخط 6 المرحلة الثانية       | تشانغ فانغ - دونغ شياو بينغ (كونجشهو)                    | يمتد الخط 6 شرقًا حتى مقاطعة كونجشهو. | البدء في عملية الإنشاء في عام 2010 والانتهاء منها بحول عام 2015            | 11.64      | 7       |
| الخط 8 المرحلة الثالثة       | متحف الفن (دونغتشنج) - ووفيتانغ (داشينغ)                 | مد الخط 8 للمرحلة الثانية من خلال تشينمن ويونغ دينغمن على طول المحور الشمالي الجنوبي المركزي إلى مقاطعة داشينغ.                                           | سيتم إنشاؤه بحلول عام 2015                                                 | 17.3       | 14      |
| الخط 14 المرحلة الثانية      | غوانجكو لو - لاي جوانغ يينغ (تشاويانغ)                   | مد الطرف الشرقي للخط 14 من غوانجكو لو، من خلالمنتزه تشاويانغ ووانغ جينغ إلي لا جوانغ يينغ، ومباشرة خلف الزاوية الشمالية الشرقية للطريق الدائري الخامس.    | سيتم إنشاؤه بحلول عام 2014                                                 | 17.7       | 14      |
| الخط 15 المرحلة الثانية      | سمر بالاس (هايديان) -بيشاتان (تشاويانغ)                  | الخط الممتد من الشرق إلى الغرب بين الطريق الدائري الرابع والخامس شمال المدينة من أولد سمر بالاس من خلال جامعة تشينغهوا، تشونغوانسون، والحديقة الأوليمبية. | سيتم إنشاؤه بحلول عام 2015                                                 | 9.3        | 6       |
| الخط 16                      | سوشهوجي (هايديان) - يو شو هوانغ (فنغتاي)                 | الخط الممتد من الشمال إلى الجنوب غرب الخط 4. | -                                                                          | 23         | -       |
| تشانجبينج خط المرحلة الثانية | نانشاو - منطقة مقابر مينغ الخلابة (تشانجبينج)            | مد خط تشانجبينج حتى مقابر مينغ. | من المقرر الشروع في عملية الإنشاءات في عام 2011                            | 10         | 4 أو 5  |
| خط ضواحي المدينة الغربي      | باغو - تلال فراجرانت (هايديان)                           | القطارات الخفيفة أو الترام من آخر محطة شمال غربي الخط العاشر حتى تلال فراجرانت.                                                                           | سيتم إنشاؤه بحلول عام 2014                                                 | 9.3        | 5       |
| خط يانفانغ                   | مركز يانشان سينوبيك وقرية تشوكوديان - شوشهوانغ (فانغشان) | مد خط فانغشان غرب مركز يانشان سينوبيك، مع الخط الفرعي حتى تشوكوديان.                                                                                      | من المقرر البدء في عملية الإنشاء في عام 2011 والانتهاء منها بحلول عام 2013 | 21.2       | 23      |

### خطوط جاري التخطيط لها
في إطار مواجهة مشكلة الاختناقات المرورية المتفاقمة، أقدم مهندسو التخطيط في المدينة على خطوة رائدة في شهر ديسمبر عام 2010 تمثلت في تحريك مشاريع إنشاء العديد من الخطوط من الخطة الخمسية الثالثة عشر للخطة الخمسية الثانية عشر. يشمل ذلك 8 (المرحلة الثالثة) و3 و12و16 وخط يانفانغ، بالإضافة إلى الشروع في إنشاء الخطوط الإضافية الممتدة حتى تشانجبينغ وتيانتونجوان وهايديان والتي سيبدأ إنشاؤها قبل عام 2015. وقد ذكرت الهيئات المنوطة بالتخطيط لمترو الأنفاق أنه قد تم التخطيط لمد الخطوط 3 و11 و12 لمسافات أطول في المستقبل.
في يناير 2010، كشفت حكومة مقاطعة شيجينجشان عن خطط تخص الخط 11 في بكين الغربية الذي سيجتاز مجمع شركة كبرى شركات بكين لإنتاج الصلب حيث سيتقاطع مع الخطين1 و4. ومن المقرر البدء في عملية الإنشاء في عام 2020، حيث يُخطط إنشاء الخط 17 أسفل طريق جوانغ هوا Guanghua في منطقة الأعمال التجارية المركزية مع وجود تحويلات إلى الخطين 4 و5 في فبراير 2012، أكدت حكومة المدينة على أن هناك ستة خطوط جديدة قيد التخطيط، من بينها الخط 3 و12 وR1 وR2 وR1.

## معدات السكك الحديدية
تسير جميع قطارت مترو أنفاق بكين على قضبان يبلغ عرضها 1,435 مم وهي بذلك تتوافق مع المعايير القياسية للسكك الحديدية وتستمد طاقتها من القضيب الثالث ذي التيار المستمر بقوة 750 فولت. تشغل كافة الخطوط قطارات مكونة من ست عربات مجموعات القطارات بسرعة قصوى تصل إلى 80 كم/س، باستثناء خط المطار السريع، الذي يتميز بقطارات ذات أربع عربات قد تصل سرعتها إلى 110 كم/س.
منذ البداية في مترو الأنفاق في عام 2003، تولت شركة تشانغ تشون (Changchun) لمركبات السكك الحديدية المحدودة تصنيع أكبر كمية من قطارات مترو أنفاق بكين، أما الآن فهي شركة تابعة ل لشركة سي إن آر الصينية. في الوقت الحالي، تتولى شركة تشانغ شون آر في سي (Changchun RVC) تصنيع جميع قطارات الخطوط 2 و5 و8 و10 و13، وخط المطار السريع والطرازات الأقدم في الخط 1، وفقًا للعقد المُبرم بخصوص توريد القطارات لخطوط ييوتشوانج شاملة والخط 9 و10 (المرحلة الثانية). تُصنع شركة تشينجداو سيفانغ للقاطرات وعربات القطارات القطارات الأحدث للخط 1، إضافة إلى قطارات خطي 4 وباتونغ، وهي شركة تابعة لمجموعة شركات جنوب الصين لتصنيع القاطرات وعربات القطارات ستتولى شركة تشينجداو سيفانغ توفير مجموعة قطارات الخطوط 8 وداشينغ وتشانجبينج.
توفر شركة بكين لمعدات قاطرات مترو الأنفاق المحدودة وهي شركة مملوكة وتابعة بالكامل لـ شركة بكين لتشغيل السكك الحديدية ونقل الركاب المحدودة التجميع المحلي وخدمات الصيانة والإصلاح.

## تطويرات النظام

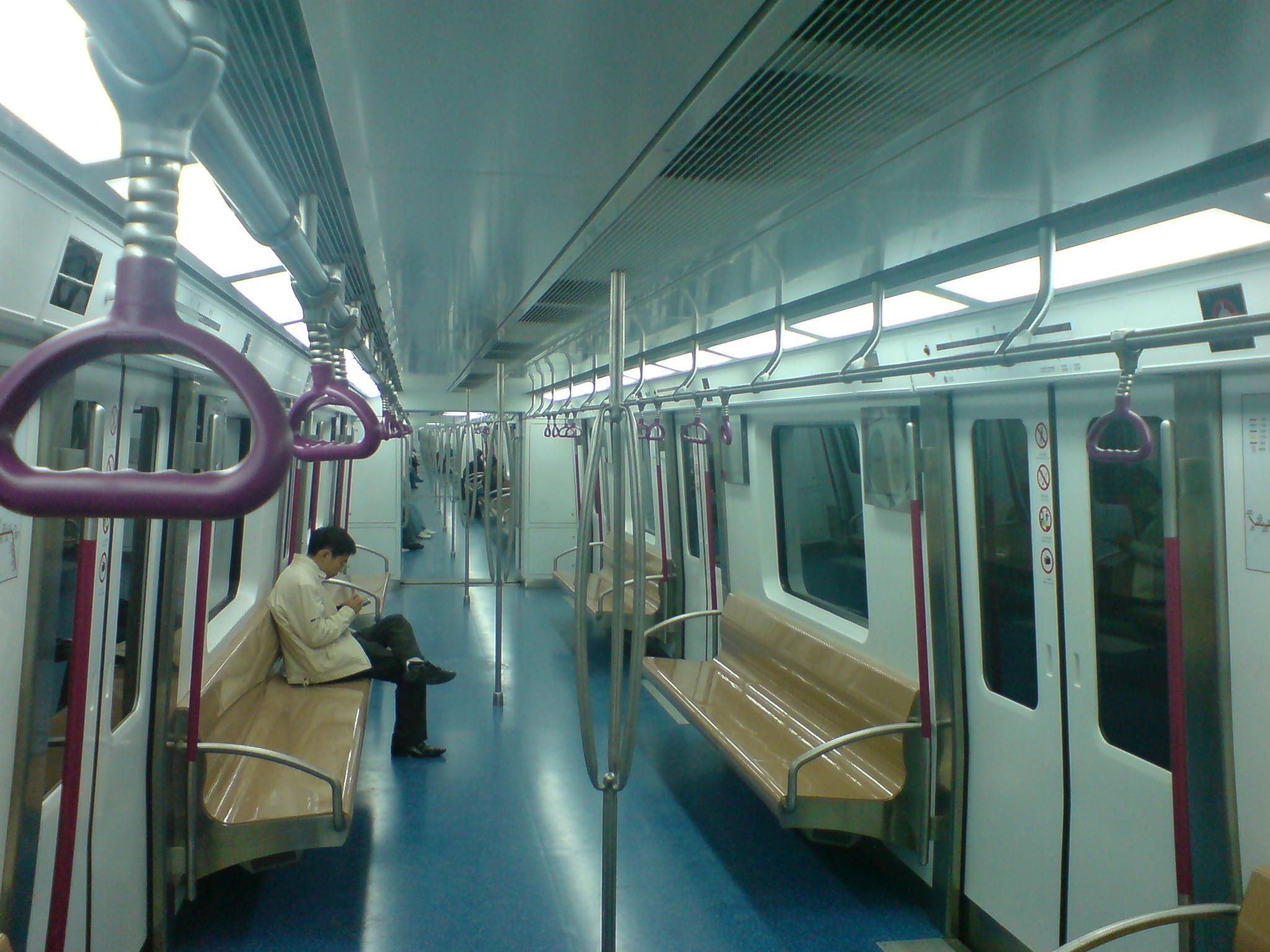
تتميز العربات المفصلية لقطارات الخط 5 تتميز بقدرة استيعابية هائلة.

### زيادة القدرة الاستيعابية
في ظل اجتذاب الخطوط الجديدة للشبكة للمزيد من الركاب علاوة على تخفيض قيم التذاكر لتكون عملية الركوب في متناول الجميع، فقد شهد مترو الأنفاق اكتظاظًا شديدًا، وخصوصًا في ساعات الذروة. وكرد فعل لحالات الازدحام تلك، قامت هيئة مترو الأنفاق بتحديث أجهزة الإشارة لزيادة نسب توافد القطارات، كما أضافت إلى سعة قطارات مترو الأنفاق. وتم تخفيض الحد الأدنى للانتظار، حيث وصلت إلى دقيقين في الخط 2 وخمسة عشر ثانية في الخط 1 وثلاثة دقائق في الخطوط 4 و5 و13وخط باتونغ وثلاثة دقائق ونصف في الخط 10 وخمسة عشر دقيقة في خط المطار السريع. وقد تم زيادة عدد عربات القطارات في خط باتونغ من أربع عربات إلى ست عربات في كل قطار. على الرغم من هذه الجهود، وفي أثناء ساعات الذروة في الصباح، يقوم بعض الموظفين في المحطات الفرعية للخط وفي المحطات المزدحمة الأخرى بتنظيم دخول الأعداد مسموح لها بركوب كل قطار لتفادي عدم اكتظاظ القطار بالركاب المنتظرين في المحطات التالية على طول الخط. منذ 31 أغسطس 2012، طبقت خمسة وعشرون محطة أغلبها في الخطوط 13 وباتونج و1 و5 هذه القيود. وقد أنشأت بعض هذه المحطات طوابير انتظار خارج المحطات للتحكم في تدفق الركاب المنتظرين.
ويذكر أن الخطين 6 و7 الجاري إنشاؤهما سيتضمنان أرصفة أطول بحيث يسعا قطارًا ذي ثماني عربات من الحجم B. بينما سيستخدم الخط 14 قطارات فسيحة من الحجم A مكونة من ست عربات. وقد تُستخدم أيضًا القطارات المكونة من ثمان عربات من الحجم A في الخط 3 و11 و12 و16.

### اختصار التحويلات
وكانت المحطات التبادلية السابقة في مترو أنفاق بكين تتمتع بسمعة غير جيدة بسبب طول التحويلات فيها. ومقارنة بمترو قوانغتشو أو مترو هونغ كونغ MTR أو مترو تايبيه MRT، نجد أن مسافة التحويلات في مترو أنفاق بكين أطول بكثير ودائمًا ما يظل المسافر ماشيًا داخل أنفاق تحويل طويلة فيما بين الخطوط. ويبلغ متوسط مسافة التحويل بين المحطات التبادلية السابقة 128 مترًا
وتعد محطتي التحويل بين الخط 2 و13 الأكثر إرهاقًا في شبكة المترو حيث تصل فترة التحويل إلى 15 دقيقة وبمسافة تزيد عن 200 مترًا. وفي عام 2011 أعيد تصميم محطة تشيتشمين واختُصرت مسافة التحويل من الخط 13 وإليه بشكل كبير. وهناك خطط لإعادة تصميم المحطات التي تتضمن تحويلات مملة مثل محطة دونغيتشمن.
ومحطات التحويل الحديثة مصممة بحيث تحقق كفاءة في التحويل إذا لم تكن هناك موانع لذلك. ومن ذلك محطة غوغونغتساونغ التي تتميز بـ تبادل داخلي عبر الأرصفة بين الخط 7 ومحطة فانغشان. ويجري حاليًا إنشاء العديد من محطات التحويل المزودة بميزة التبادل الداخلي عبر الأرصفة مثل محطة نانلوغوكسيانغ (بين الخطين 8 و6) ومحطة شوكسينزونغ (بين تشانجبينغ والخط 8) ومحطة سكك حديد غرب بكين (بين الخطين 9 و7) ومحطة المكتبة الوطنية (بين الخطين 9 و4). وإذا كانت المحاذاة بين الخطوط تحول دون التبادل الداخلي عبر الأرصفة، فحينها لن تزيد مسافة التحويل في التبادلات الداخلية الجديدة عن 100 مترًا. ويبلغ متوسط مسافة التحويل في محطات التبادل الداخلي الجديدة 63 مترًا، أي نصف المسافة في التحويلات القديمة.

### تغطية شبكات الهواتف الخلوية
وفي الوقت الحاضر، يمكن استخدام الهواتف المحمولة في أرجاء هذه الشبكة، فيما عدا الأنفاق بين المحطات في الخطين 1 و2. ومن المخطط مد نطاق التغطية إلى كل الخطوط والمحطات.

### توفير سبل الدخول والانتقال للمعاقين
تم تزويد جميع محطات المترو البالغ عددها 147 محطة بسلالم كهربائية ومصاعد لتسهيل دخول الكراسي المدولبة. وتحتوي عربات القطارات النموذجية الجديدة على أماكن لاستيعاب الكراسي المُدولبة. وهناك تنبيهات صوتية تلقائية تعلن عن وصول القطارات في كل الخطوط فيما عدا الخط 1. ويعلن عن أسماء المحطات في كل الخطوط باللغة الصينية الشمالية وباللغة الإنجليزية.

### النظام الأوتوماتيكي لتحصيل التذاكر
تحتوي كل محطة على آلات بيع تذاكر يتراوح عددها ما بين اثنتين إلى خمس عشرة آلة. وآلات بيع التذاكر في محطات الخط 4 و5 و8 و10 والعديد من محطات الخط 1و2 تتميز بإمكانية إضافة رصيد لبطاقات يكاتونج.

## الأمان

### تفتيش الركاب

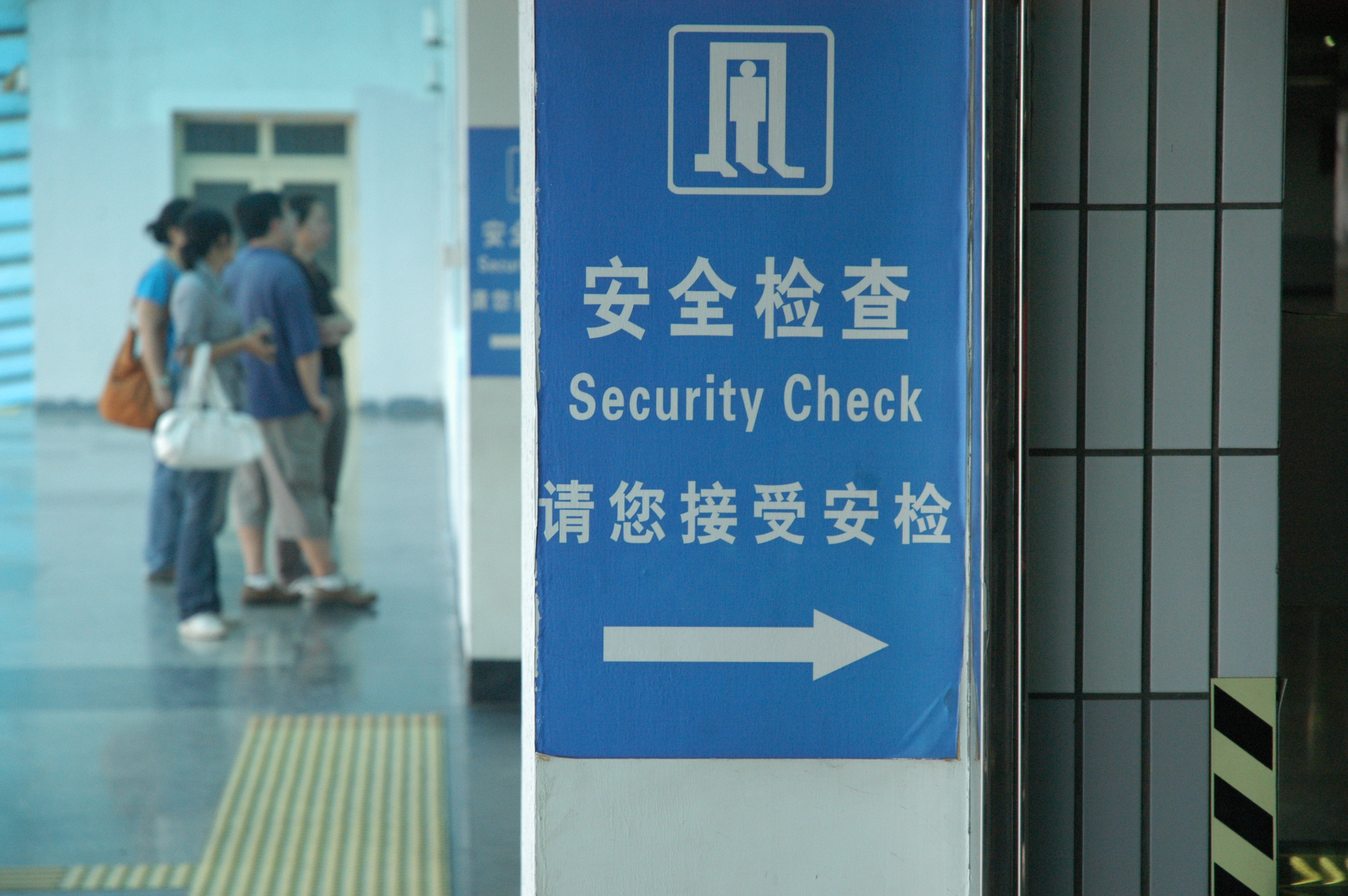
منذ الألعاب الأولمبية عام 2008، صار التفتيش الأمني على الركاب والحقائب أمرًا إلزاميًا في مترو أنفاق بكين.

ولضمان الأمن والسلامة العامة أثناء إقامة دورتي الألعاب الأولمبية الصيفية 2008 والبارالمبية، بدأت إدارة المترو في تنفيذ برنامج أمني مشدد لمدة ثلاثة شهور اعتبارًا من 29 يونيو إلى 20 سبتمبر 2008. وكان الركاب يخضعون للتفتيش سواء أكان شخصي أو تفتيش أمتعتهم في كل المحطات، وذلك عن طريق مفتشي أمن باستخدام أجهزة الكشف عن المعادن وأجهزة تعمل بأشعة إكس مع الاستعانة بكلاب للكشف عن الألغام. ويقوم المفتشون بمصادرة الأشياء الممنوع اصطحابها في وسائل النقل العام مثل: الأسلحة والذخيرة والسكاكين والمتفجرات والمواد سريعة الاشتعال والمواد المُشعّة والمواد الكميائية السامة. وفي عطلة السنة الجديدة لعام 2009 أعيد تشكيل البرنامج الأمني من جديد واستمر العمل بهذا البرنامج منذ ذلك الحين بناءً على اللوائح التي صدرت في فبراير عام 2009.
وبشكل عام عادة ما تُفتش الأمتعة باستخدام جهاز أشعة إكس (اعتبارًا من عام 2012)، ولكنه نادرًا ما يُستعمل لتفتيش الرّكاب.

### تخطيط الطوارئ
بعد أن شهد مترو الأنفاق العديد من الحوادث المروّعة في كوريا الجنوبية (مثل: حريق مترو دايجو في فبراير عام 2003) قامت إدارة مترو أنفاق بكين بإزالة كل المحلات والباعة الموجودين داخل محطات المترو وتركيب لافتات خروج ذاتية الإنارة لتسهيل عمليات الإخلاء في حالة الطوارئ. وأيضًا أُغلق المجمع التجاري المشهور الموجود في محطة شيدان.

### الحوادث
تعرض مترو أنفاق بكين لعدة حوادث في سنواته الأولى، ومن ذلك حريق عام 1969 الذي أودى بحياة ستة أشخاص وأصيب فيه ما يربو عن 200 شخص. لكن عمليات تشغيل المترو تطورت سريعًا حتى أن الحوادث المعلن عنها في الآونة الأخيرة انخفضت بدرجة كبيرة. جدير بالذكر أن أغلب حالات الوفيات المعلن عنها في مترو بكين إنما هي ضحية عمليات الانتحار. وتمثلت الاستجابة السريعة للسلطات المعنية في تركيب أبواب على أرصفة الخطوط الجديدة.
وصدرت في الآونة الأخيرة عدة تقارير تشير إلى وقوع حوادث مروعة في مواقع إنشاء المحطات الجديدة. ففي 8 أكتوبر عام 2003، حدث انهيار للعوارض الفولاذية في موقع إنشاء محطة تشونغونمن في الخط 5 راح ضحيته ثلاثة عمال وأصيب آخر. وفي 29 مارس عام 2007، انهار موقع الإنشاء في محطة سوشهوجي من الخط 10 فقُتل جراء ذلك ستة عمال. وفي 6 يونيو عام 2008 وقبل افتتاح الخط 10، لقي أحد العمال حتفه بعد أن تهشم في أحد المصاعد في محطة سيشونلو عندما أدار أحد عمال الموقع السلالم المتحركة. وفي 14 يوليو عام 2010، قُتل عاملان وأصيب ثمانية آخرون في موقع إنشاء محطة شوني الواقعة ضمن الخط 15 بعد أن انهيار هيكل الدعم الفولاذي عليهم. وفي مطلع يونيو عام 2011، قتل أحد العمال بعد انهيار جزء من الخط 6 أثناء إنشائه في مقاطعة تشيشينج قرب بينغانلي. وأدى انهيار سلم متحرك في محطة حديقة الحيوان في 5 يوليو عام 2011 إلى وفاة صبي في سن الثالثة عشر وإصابة ثمانية وعشرين آخرين.

## الشعار

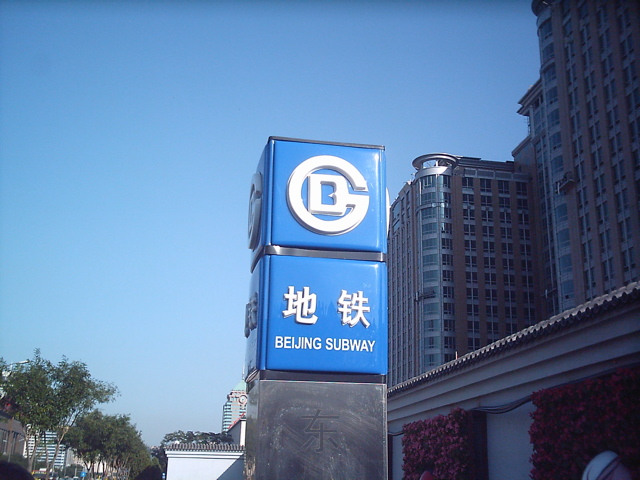
شعار مترو أنفاق بكين مختصر في الحروف التالية بي جي دي B.G.D.

ورمز مترو أنفاق بكين - حرف جي "G" كبير أزرق يحيط بحرف دي "D" كبير أزرق يحتوي هو الآخر على حرف بي "B" مظلل بطريقة السلويت - صممه موظف بالمترو اسمه تشانغ لايد (Zhang Lide)، ثم استخدم رسميًا في إبريل عام 1984. والحروف B وG وD هي الحروف الأولى من عبارة Běijīng gāosù diànchē أو «عربات بكين الكهربائية السريعة».

### ملاحظات

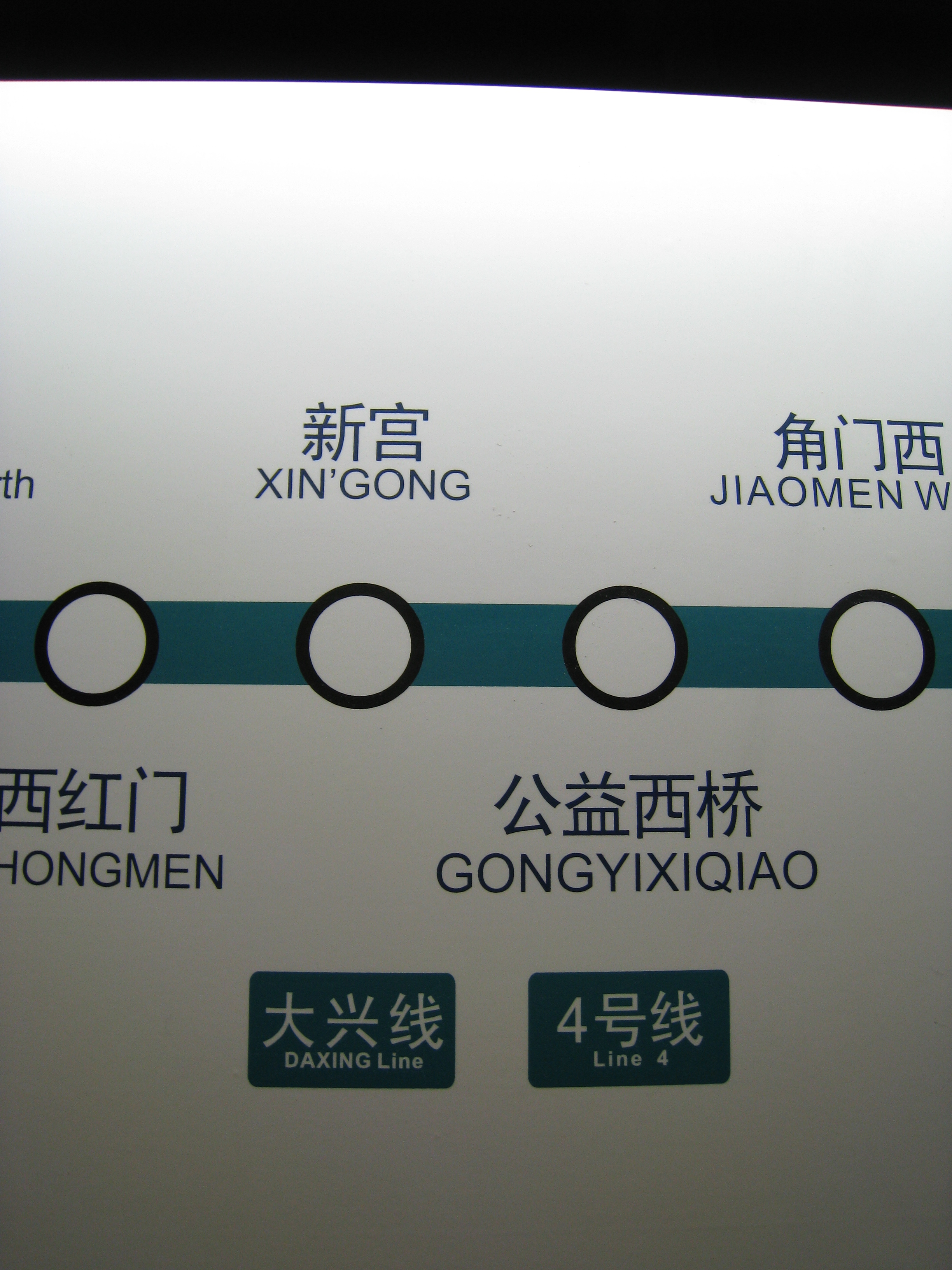
مخطط توضيحي للملصقات الموضحة لخط داشينغ والخط 4 اللذين يوفران خدمة القطارات المتواصلة

### الحواشي
1. ↑  The station count is 218 if stations linked with transfers are counted separately, but 190 if stations linked by transfers are counted as a single station
2. ↑  (Chinese)"北京地铁五环内站点将加密" 新京报 2011-01-18 نسخة محفوظة 7 نوفمبر 2012 على موقع واي باك مشين. [وصلة مكسورة]
3. ↑  (Chinese) "2015年轨道交通长度达708公里 4条“增强版”地铁线2012年开建" 《北京日报》 2012-01-13 نسخة محفوظة 20 سبتمبر 2017 على موقع واي باك مشين.
4. ↑  (Chinese)"北京轨道交通运营线路2015年将达561公里" xinhua 2007-01-28 نسخة محفوظة 27 أبريل 2020 على موقع واي باك مشين. [وصلة مكسورة]
5. 1 2  (Chinese) Beijing Daily "本市5年建成“1—1—2”交通圈" زينجهاو 2011-01-21 نسخة محفوظة 06 أغسطس 2017 على موقع واي باك مشين.
6. ↑  "北京2020年轨道交通线路预计将达1000公里左右" www.chinanews.com.cn 2010.12.30 نسخة محفوظة 26 مايو 2020 على موقع واي باك مشين.
7. ↑  Xin، Dingding (7/31/2012). "Experts fear subway costs could go off the rails". China Daily. مؤرشف من الأصل في 18 نوفمبر 2013. {{استشهاد بخبر}}: تحقق من التاريخ في: |تاريخ= (مساعدة)
8. ↑  (Chinese) Sun, Xiaosheng "北京市已规划地铁和高速路2009年将全部开工" Xinhua Jan. 5, 2009 نسخة محفوظة 4 مارس 2016 على موقع واي باك مشين. [وصلة مكسورة]
9. ↑  "Beijing airport express rail on trial run," China Daily July 15, 2008 نسخة محفوظة 04 مارس 2016 على موقع واي باك مشين.
10. ↑  "New AFC system to manage subway tickets in Beijing starting June 9," Official Website of the Beijing Olympics June 6, 2008 نسخة محفوظة 29 سبتمبر 2012 على موقع واي باك مشين. [وصلة مكسورة]
11. ↑  "Beijing MTR website". Mtr.bj.cn. مؤرشف من الأصل في 2013-03-05. اطلع عليه بتاريخ 2011-01-05.
12. ↑  "Paper tickets fade out of Beijing subway" Xinhua June 9, 2008 نسخة محفوظة 7 نوفمبر 2012 على موقع واي باك مشين. [وصلة مكسورة]
13. ↑  The subway operated throughout the night from Aug. 8-9, 2008 to accommodate the Opening Ceremonies of the Olympic Games, and is extending evening operations of all lines by one to three hours (to 1-2 a.m.) through the duration of the Games. Bsjsubway.com نسخة محفوظة 03 ديسمبر 2008 على موقع واي باك مشين.
14. ↑  راجع قسم "معلومات تاريخية" في هذه المقالة.
15. ↑  There is no subway stop at the 12th gate, Deshengmen, between Jishuitan and Gulou Dajie.
16. ↑  (Chinese) 本市规划建设6条市郊铁路 满足郊区市民出行 千龙网 July 22, 2008 نسخة محفوظة 30 يناير 2016 على موقع واي باك مشين.
17. ↑  (Chinese) 本市首条市郊铁路8月初通车 记者体验“动车”S2线 千龙网 July 22, 2008 نسخة محفوظة 03 مارس 2016 على موقع واي باك مشين.
18. ↑  "北京北站至延庆S2线时刻初步确定 首车6:08发出". News.sohu.com. مؤرشف من الأصل في 2012-02-12. اطلع عليه بتاريخ 2011-01-05.
19. 1 2 3 4 5  Xinhuanet.com نسخة محفوظة 16 نوفمبر 2013 على موقع واي باك مشين. "北京地铁诞生记:周总理称筹建地铁是为备战" Part 1,北京日报] September 28, 2007 "نسخة مؤرشفة". مؤرشف من الأصل في 2013-11-16. اطلع عليه بتاريخ 2012-10-23.{{استشهاد ويب}}:  صيانة الاستشهاد: BOT: original URL status unknown (link)
20. ↑  News.xinhuanet.comId. Part 2 نسخة محفوظة 7 ديسمبر 2013 على موقع واي باك مشين. [وصلة مكسورة]
21. ↑  (Chinese)"地铁公司1965 -- 1970年" 地铁大事记 1 نسخة محفوظة 03 ديسمبر 2007 على موقع واي باك مشين.
22. ↑  The ceremony was not publicized at the time because the project was classified for its national security implications.
23. ↑  北京地铁诞生记:周总理称筹建地铁是为备战 北京日报 (Part 3) Sept. 28, 2008 نسخة محفوظة 21 أكتوبر 2012 على موقع واي باك مشين. [وصلة مكسورة]
24. ↑  The initial line, originally slated for completion by 1968, was delayed by the onset of the الثورة الثقافية. The original director of the project, General Yang Yong and much of the city government were purged in 1967. "杨勇小传(5)" in 毛泽东瞩目的著名将帅（二）(2003) نسخة محفوظة 16 نوفمبر 2017 على موقع واي باك مشين.
25. ↑  Id. 4
26. ↑  Id. 6-8
27. ↑  (Chinese)"地铁公司1971 -- 1980年" 地铁大事记 1 نسخة محفوظة 23 سبتمبر 2015 على موقع واي باك مشين.
28. ↑  From August 12, 1973 to June 30, 1974 and in January 1975, the subway was closed due to defense mobilization. Id. 17, 23-24. It was closed from September 13 to November 6, 1971 in the aftermath of the لين بياو and on September 18, 1976 after the death of Chairman Mao.
29. ↑  (Chinese)"地铁公司1981 -- 1990年" 地铁大事记 2 نسخة محفوظة 04 مارس 2016 على موقع واي باك مشين.
30. 1 2 3  (صيني) "地铁公司1991 -- 2000年"  بي 1:1991-1993 2009-04-24 نسخة محفوظة 7 مارس 2016 على موقع واي باك مشين.
31. 1 2  (Chinese) "地铁公司1991 -- 2000年" 北京市地铁公司 P2: 1994-1997 2009-04-24 نسخة محفوظة 6 مارس 2016 على موقع واي باك مشين.
32. 1 2  (Chinese) "地铁公司1991 -- 2000年" 北京市地铁公司 P3:1998-2000 2009-04-24 نسخة محفوظة 22 ديسمبر 2015 على موقع واي باك مشين.
33. ↑  (Chinese) "地铁公司1991 – 2000年" 地铁大事记 118 نسخة محفوظة 22 ديسمبر 2015 على موقع واي باك مشين.
34. ↑  (Chinese) "北京地铁四号、十号线年底开工 征地拆迁已启动" Nov. 14, 2003 نسخة محفوظة 04 مارس 2016 على موقع واي باك مشين.
35. ↑  "H.K. subway operator seeks Beijing projects". International Herald Tribune. 29 مارس 2009. مؤرشف من الأصل في 2012-10-11. اطلع عليه بتاريخ 2011-01-05. {{استشهاد ويب}}: |archive-date= / |archive-url= timestamp mismatch (مساعدة)
36. 1 2  到2015年北京地铁建设静态投资将达2000亿元 第一财经日报 Oct. 29, 2008 نسخة محفوظة 18 فبراير 2012 على موقع واي باك مشين.
37. ↑  Id.
38. ↑  (Chinese) "地铁公司1991 – 2000年" 地铁大事记 103 & 122 نسخة محفوظة 22 ديسمبر 2015 على موقع واي باك مشين.
39. ↑  2007年北京地铁运送乘客6.55亿人次 中广网 Jan. 2, 2008 نسخة محفوظة 04 ديسمبر 2008 على موقع واي باك مشين.
40. ↑  "Beijing opens three new subways ahead of Olympics" China Daily July 19, 2008 نسخة محفوظة 21 سبتمبر 2017 على موقع واي باك مشين.
41. ↑  Beijing subway system busy during Olympics Xinhua Aug. 27, 2008 نسخة محفوظة 21 أكتوبر 2012 على موقع واي باك مشين. [وصلة مكسورة]
42. ↑  (Chinese) "北京地铁2008年运送乘客突破12亿人次" Beijing Subway Official Website. Retrieved January 3, 2009. نسخة محفوظة 22 ديسمبر 2015 على موقع واي باك مشين.
43. ↑  (Chinese) Zhang, Nan and Meng Huan, "西郊线通往香山两年内有望开通" 北京晚报 Dec. 11, 2008 نسخة محفوظة 23 سبتمبر 2015 على موقع واي باك مشين. [وصلة مكسورة]
44. ↑  Line 4 was originally scheduled to be completed by the end of 2007 see (Chinese) Gzuda.gov.cn نسخة محفوظة 7 يوليو 2011 على موقع واي باك مشين. "北京地铁4号和10号线获审批2007年底投入运营" September 4, 2004; & Bh.buaa.edu.cn نسخة محفوظة 7 يوليو 2011 على موقع واي باك مشين.; 北京地铁4号线特许经营案例 Xinhuanet.com"北京地铁4号线今日开通 站内设施服务全接触" نسخة محفوظة 22 فبراير 2012 على موقع واي باك مشين.
45. ↑  Including 1.372 billion passengers of eight lines operated by Beijing Subway Operating Company, and 52.60 million passengers of Line 4 operated by Beijing MTR Corporation (Chinese)"北京地铁公司为轨道交通大发展做好充分准备". مؤرشف من الأصل في 2018-07-19. اطلع عليه بتاريخ Jan. 1, 2010. {{استشهاد ويب}}: تحقق من التاريخ في: |تاريخ الوصول= (مساعدة); "北京地铁4号线元旦期间运送乘客超过180万人次" نسخة محفوظة 19 يوليو 2011 على موقع واي باك مشين. Jan. 1, 2010
46. ↑  (Chinese) "谁的地铁，谁做主？" 财经文摘 Mar. 23, 2010 نسخة محفوظة 11 أغسطس 2017 على موقع واي باك مشين.
47. ↑  5 new lines take metro to the edgeالصين يوميا "نسخة مؤرشفة". مؤرشف من الأصل في 2020-05-11. اطلع عليه بتاريخ 2020-05-26.{{استشهاد ويب}}:  صيانة الاستشهاد: BOT: original URL status unknown (link)
48. ↑  Xu Wei, "Beijing launches three new subway sections" China Daily 2012-01-01 نسخة محفوظة 04 مارس 2016 على موقع واي باك مشين.
49. 1 2 3  (Chinese) "四条地铁新线12月28日同步开通(图)" 2012-08-31 نسخة محفوظة 04 مارس 2016 على موقع واي باك مشين. [وصلة مكسورة]
50. ↑  Beijing's Incredible Subway Expansion Timetable Jan. 27, 2011 نسخة محفوظة 09 أكتوبر 2012 على موقع واي باك مشين.
51. ↑  (Chinese)Roll.sohu.com"北京10条地铁五年内开建 远郊进市区1小时(图)" Xinhua 2010.12.31 نسخة محفوظة 06 أغسطس 2017 على موقع واي باك مشين.
52. ↑  (Chinese) "北京地铁15号线有望年内开工" 北京商报 Oct. 9, 2008 نسخة محفوظة 06 أغسطس 2017 على موقع واي باك مشين. [وصلة مكسورة]
53. ↑  (Chinese) "北京地铁西郊线确定设五站" 新京报 Jan. 15, 2009 نسخة محفوظة 24 سبتمبر 2015 على موقع واي باك مشين. [وصلة مكسورة]
54. ↑  (Chinese) "北京地铁M11线2020年启动建设 将纵贯首钢整个厂区" Jan. 13, 2010 نسخة محفوظة 20 فبراير 2012 على موقع واي باك مشين. [وصلة مكسورة]
55. ↑  (Chinese) Roll.sohu.com"CBD核心区地铁17号线地下步道规模空前" 中证网 2011-01-17 نسخة محفوظة 14 يناير 2018 على موقع واي باك مشين.
56. ↑  (Chinese) "北京轨道交通有望添6条新线 12号线缓三环拥堵" 京华时报 2012-02-14 نسخة محفوظة 14 يناير 2018 على موقع واي باك مشين.
57. 1 2  "Linear Motor Commuter for Beijing" CNR website Accessed Mar. 27, 2010 نسخة محفوظة 3 مارس 2016 على موقع واي باك مشين.
58. ↑  The M-series train that appeared on Lines 2 and 13 were made by Japan's Tokyu Car Corporation "东急" Accessed Mar. 28, 2010 نسخة محفوظة 17 أبريل 2016 على موقع واي باك مشين.
59. ↑  (Chinese) 吉林日报 July 31, 2009 نسخة محفوظة 29 سبتمبر 2011 على موقع واي باك مشين.
60. ↑  (Chinese) Ccmetro.com 中国南车中标北京地铁大兴线、八号线 July 30, 2009 نسخة محفوظة 4 مارس 2016 على موقع واي باك مشين.
61. ↑  (Chinese)Sd.xinhuanet.com 北京地铁再添"青岛造" 最高运营时速100公里 December 31, 2009 نسخة محفوظة 4 مارس 2016 على موقع واي باك مشين. [وصلة مكسورة]
62. ↑  (Chinese) 申通地铁集团董事长学习北京地铁应对客流之法 新民晚报 Mar. 9, 2010 نسخة محفوظة 04 مارس 2016 على موقع واي باك مشين.
63. ↑  (Chinese) 三条新线将开 北京地铁奥运最高日客流将达587万 Xinhuanet July 17, 2008 نسخة محفوظة 21 أكتوبر 2012 على موقع واي باك مشين. [وصلة مكسورة]
64. ↑  (Chinese) 13号线加挂两节车厢 Beijing Youth Daily July 21, 2008 نسخة محفوظة 15 فبراير 2012 على موقع واي باك مشين.
65. ↑  (Chinese) 北京地铁2号线全部更换空调车 新京报 Aug. 8, 2008 نسخة محفوظة 18 فبراير 2012 على موقع واي باك مشين. [وصلة مكسورة]
66. ↑  (Chinese) 北京地铁重点车站为应对大客流早晚高峰将限流" 新京报 Nov. 11, 2007 نسخة محفوظة 11 مايو 2020 على موقع واي باك مشين.
67. ↑  (Chinese) "北京25个地铁站高峰常态限流" 京华时报 2011-08-31 نسخة محفوظة 07 يناير 2018 على موقع واي باك مشين.
68. ↑  (Chinese video) "北京八通线公布早高峰拥挤度与限流挂钩" 中国新闻网 2011-09-05 نسخة محفوظة 06 يناير 2018 على موقع واي باك مشين.
69. ↑  (Chinese) "4条地铁线将装屏蔽门" 法制晚报 Jan. 20, 2010 نسخة محفوظة 28 فبراير 2012 على موقع واي باك مشين.
70. ↑  (Chinese) "北京地铁十四号线工程列车编组7B改6A方案专题报告论证会召开" 北京市重大项目建设指挥部办公室 2010-12-30 نسخة محفوظة 29 ديسمبر 2017 على موقع واي باك مشين.
71. ↑  (Chinese) "北京地铁16号线有望用A型车 每趟多运500人" sina 2009-10-26 نسخة محفوظة 16 نوفمبر 2017 على موقع واي باك مشين.
72. 1 2 3  (Chinese) "国贸东直门等四大换乘站拟择机改造 换乘不超5分钟" Zhengwu 2012-07-07 نسخة محفوظة 04 مارس 2016 على موقع واي باك مشين.
73. ↑  (Chinese) "北京：地铁西直门站换13号线不再绕大圈" CCTV August 28, 2009 نسخة محفوظة 08 ديسمبر 2015 على موقع واي باك مشين.
74. ↑  (Chinese) "24日地铁西直门站地下换乘通道正式启用 换乘方式变化大" 北京地铁 2011-09-22 نسخة محفوظة 23 سبتمبر 2015 على موقع واي باك مشين.
75. ↑  (Chinese) "南锣鼓巷地铁站可双向同台换乘" baic.gov.cn 2012-05-17 نسخة محفوظة 30 ديسمبر 2018 على موقع واي باك مشين.
76. ↑  (Chinese) "公主坟地铁站新建四个换乘厅 换乘不超过100米" Zhengwu 2012-03-28 نسخة محفوظة 04 مارس 2016 على موقع واي باك مشين.
77. ↑  "Mobile network to be accessible in Beijing subway". Chinadaily.com.cn. مؤرشف من الأصل في 2016-01-07. اطلع عليه بتاريخ 2011-01-05.
78. ↑  Beijing promises integrated subway service for disabled xinhua Aug. 27, 2008 نسخة محفوظة 21 أكتوبر 2012 على موقع واي باك مشين. [وصلة مكسورة]
79. ↑  All stations on Line 5 have elevators. Some of the older stations on Lines 1 and 2 have escalators that descend from the station entrances to the ticket counters one level below ground level but do not extend to the platform two levels below. In the summer of 2008, mechanical wheelchair lifts were installed next to staircases in these stations. "北京地铁安装轮椅升降平台(组图)",Xinhua June 20, 2008. نسخة محفوظة 13 نوفمبر 2017 على موقع واي باك مشين.
80. ↑  "New Beijing Subway Line 5 is passenger-friendly", Beijing2008 Sept. 30, 2007 نسخة محفوظة 5 سبتمبر 2012 على موقع واي باك مشين. [وصلة مكسورة]
81. ↑  CityWeekend: The Official Beijingology Subway AFC Cheat Sheet (Part 3)/ نسخة محفوظة 17 يوليو 2012 على موقع واي باك مشين.
82. ↑  The AFC machines are supplied by the following companies: Thales (Lines 1 & 2), Samsung SDS (Lines 4, 8 and 10, Founder, OMRON (Line 5), Nippon Signal (Lines 13 & Airport Express)
83. ↑  "Beijing starts passenger security checks in all subway stations",Chinaview.com.cn June 29, 2008 نسخة محفوظة 4 ديسمبر 2016 على موقع واي باك مشين. [وصلة مكسورة]
84. ↑  (Chinese) "元旦期间地铁客流将达840万 恢复“逢包必检" 千龙网 Dec. 31, 2008 نسخة محفوظة 04 مارس 2016 على موقع واي باك مشين.
85. ↑  (Chinese) "北京：拒不接受地铁安全检查将被处理" 《京华时报》 Mar. 18, 2009 نسخة محفوظة 03 مارس 2016 على موقع واي باك مشين. [وصلة مكسورة]
86. ↑  Backgrounder: Major metro accidents in China نسخة محفوظة 21 فبراير 2014 على موقع واي باك مشين. [وصلة مكسورة]
87. ↑  For example, 北京地铁一号线一男子跳轨事故最新情况 2009-07-17 نسخة محفوظة 02 مارس 2012 على موقع واي باك مشين.
88. ↑  (Chinese)"北京地铁五号线“10•8”事故" نسخة محفوظة 04 مارس 2016 على موقع واي باك مشين. [وصلة مكسورة]
89. ↑  (Chinese) "北京地铁实习生误操作 一维修工电梯内被挤死" 法制晚报 2009-06-21 نسخة محفوظة 04 مايو 2015 على موقع واي باك مشين.
90. ↑  "Two killed in Beijing subway construction site accident" نسخة محفوظة 6 نوفمبر 2012 على موقع واي باك مشين.وكالة أنباء شينخوا 2010-07-14 "نسخة مؤرشفة". مؤرشف من الأصل في 2012-11-06. اطلع عليه بتاريخ 2012-10-23.{{استشهاد ويب}}:  صيانة الاستشهاد: BOT: original URL status unknown (link) [وصلة مكسورة]
91. ↑  (Chinese) "北京地铁6号线工地发生塌方 一工人被埋身亡" 2011-06-01 نسخة محفوظة 07 يناير 2016 على موقع واي باك مشين. [وصلة مكسورة]
92. ↑  "Xinhuan News - One dead, 28 injured in Beijing subway escalator accident" 2011-07-05 نسخة محفوظة 26 ديسمبر 2016 على موقع واي باك مشين. [وصلة مكسورة]
93. ↑  (Chinese) "中国地铁标志花样迭出 地铁建设如火如荼" 中国建筑新闻网 2012-06-04 نسخة محفوظة 26 يونيو 2013 على موقع واي باك مشين.

## وصلات خارجية
- Beijing Subway Schedule Timetable
- Official Beijing Subway Website
- Official Beijing MTR Website
- Beijing Subway Information on UrbanRail.net
- The Beijing Guide
- Beijing Subway at world.nycsubway.org
- Beijing subway map (to scale)